# Strmělka vonná
Strmělka vonná nazývaná též strmělka blahovonná (Clitocybe fragrans Sowerby,  1821) je nejedlá houba z čeledi čirůvkovitých, kterou lze najít od května do listopadu v opadu či mechovém podrostu. Klobouk měří 15–50 mm, jeho střed je rezavý. Třeň je hnědá. Houba voní po anýzu.